# Cañada Morelos
Cañada Morelos är en kommun i Mexiko.   Den ligger i delstaten Puebla, i den sydöstra delen av landet, 200 km öster om huvudstaden Mexico City.
Följande samhällen finns i Cañada Morelos:
- Morelos Cañada
- Los Garcías
- Barrio la Soledad
- Tezuapan
- Buena Vista
- Guadalupe Fresnal
- Cerro Gordo
- Temaxcalapa
- Lázaro Cárdenas
- Llano Grande Ahuatepec
- Llano Grande Ixtapa
- San Miguel Cuesta Chica
- Santa Cruz Soledad
- Loma Bonita
- Barrio de Guadalupe
- El Calvario